# Heinrich Adolf von Bardeleben
Heinrich Adolf von Bardeleben (1 de marzo de 1819 - 24 de septiembre de 1895) fue un cirujano alemán nacido en Fráncfort del Óder.
Estudió medicina en las Universidades de Heidelberg, Giessen, París y Berlín, recibiendo su doctorado en 1841 con una tesis sobre la construcción de glándulas internas sin conductos. En 1848 se convirtió en profesor asociado en Giessen, a lo que siguió su elección como profesor pleno de cirugía en la Universidad de Greifswald (1849). En 1868 retornó a Berlín, donde trabajo en la Charité hasta su muerte el 24 de septiembre de 1895.
Conocido por sus innovaciones asociadas con los nuevos procedimientos quirúrgicos, es acreditado como uno de los primeros en introducir la metodología de Joseph Lister para el tratamiento antiséptico en el continente europeo. Durante la guerra austro-prusiana (1866) y la guerra franco-prusiana (1870-71) sirvió como Generalarzt (General Médico) en el ejército.
Su hija, Mite Kremnitz (nacida Marie von Bardeleben), fue una destacada escritora alemana.

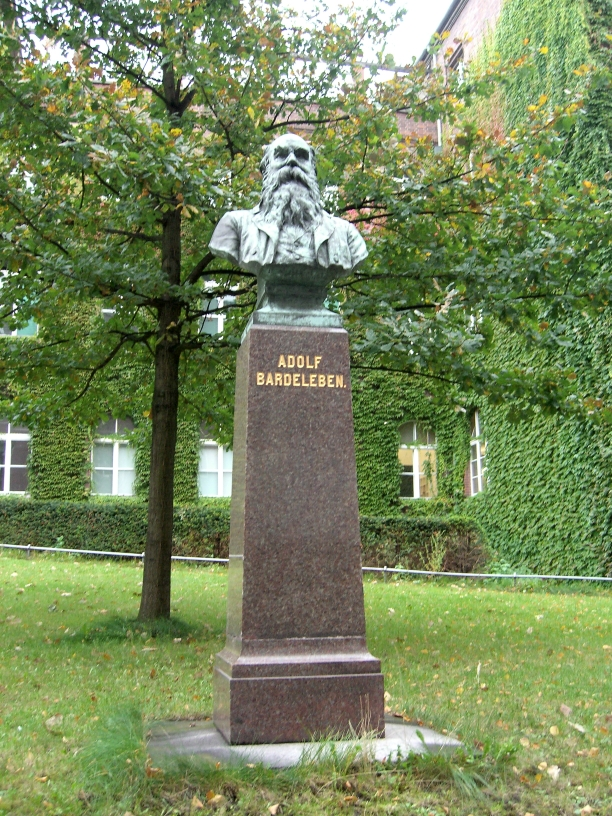
Monumento a Bardeleben en Berlín.

## Obras escritas
- Observationes microscopicae de glandularum ductu excretorio carentium structura, deque earundem functionibus experimenta, 1841
- Lehrbuch yrtsthder Chirurgie und Operationslehre. Besonders für das Bedürfnis der Studierenden ("Manual de cirugía. Particularmente para las necesidades de estudiantes"), 1852-1882
- Über die konservative Richtung der neueren Chirurgie ("Sobre la dirección conservadora de la nueva cirugía"), 1855
- Rückblick auf die Fortschritte der Chirurgie in der zweiten Hälfte dieses Jahrhunderts ("Revisión del progreso de la cirugía en la segunda mitad de este siglo"), 1876
- Über die Bedeutung wissenschaftlicher Studien für die Ausbildung der Ärzte ("Sobre el significado de los estudios científicos para la formación de médicos"), 1876
- Rede zur Gedächtnisfeier der Friedrich-Wilhelms-Universität zu Berlin ("Discurso sobre la conmemoración de la Universidad Friedrich-Wilhelm de Berlín"), 1877
- Über die Theorie der Wunden und die neueren Methoden der Wundbehandlung ("Sobre la teoría de las heridas y los nuevos métodos de tratamiento de heridas"), 1878
- Über die kriegschirurgische Bedeutung der neuen Geschosse ("Sobre la significación de la cirugía militar en consideración a las nuevas balas"), 1892